# Clásica Nacional Marco Fidel Suárez
La Clásica Nacional Marco Fidel Suárez es una competencia ciclística por etapas que se lleva a cabo en Colombia (Cat. Nacional) y que recorre las carreteras del departamento de Antioquia. Adquiere su nombre del escritor y político colombiano Marco Fidel Suárez, hijo ilustre del Municipio de Bello (Antioquia), lugar donde se origina la competición. La primera edición se llevó a cabo en 1977 y el ganador fue el ciclista antioqueño Abelardo Ríos.

## Palmarés
| Año       | Ganador                | Segundo                 | Tercero                 |
| --------- | ---------------------- | ----------------------- | ----------------------- |
| 1977      | Abelardo Ríos          |                         |                         |
| 1978-1988 | No disputada           | No disputada            | No disputada            |
| 1989      | Ricardo Wilches        |                         |                         |
| 1990      | Oliverio Rincón        |                         |                         |
| 1993      | Carlos Mario Jaramillo |                         |                         |
| 1994      | Argiro Zapata          |                         |                         |
| 1995      | Juan Diego Ramírez     |                         |                         |
| 1996      | Oved Yesid Ramírez     |                         |                         |
| 1997      | Hernán Alonso Osorio   |                         |                         |
| 1998      | Hernán Darío Muñoz     |                         |                         |
| 1999-2003 | No disputada           | No disputada            | No disputada            |
| 2004      | Óscar Álvarez          |                         |                         |
| 2005      | Javier de Jesús Zapata | Jairo Hernández         | Juan Diego Ramírez      |
| 2006      | Julián Rodas           | Fabio Duarte            | Héctor Orlando Mesa     |
| 2007      | Jairo Hernández        | Darwin Atapuma          | Edwar Stiber Ortiz Caro |
| 2008      | Daniel Rincón          | Darwin Atapuma          | Francisco Colorado      |
| 2009      | Mauricio Ortega        | Julián Atehortúa        | Edwin Orozco            |
| 2010      | Óscar Sevilla          | Alejandro Ramírez       | Jaime Castañeda         |
| 2011      | No disputada           | No disputada            | No disputada            |
| 2012      | Mauricio Ortega        | Juan Diego Ramírez      | Janier Acevedo          |
| 2013      | Mauricio Ortega        | Diego Mauricio Calderón | Walter Pedraza          |
| 2014      | Mauricio Ardila        | Francisco Colorado      | Germán Chaves           |
| 2015      | Robinson Chalapud      | Juan Pablo Suárez       | Luis Alfredo Martínez   |
| 2016      | Alex Cano              | Juan Carlos Rojas       | Rafael Montiel          |
| 2017      | No disputada           | No disputada            | No disputada            |
| 2018      | José Tito Hernández    | Juan Pablo Rendón       | Cristhian Montoya       |
| 2021      | Germán Chaves          | Kevin Cano              | Freddy Montaña          |